# Záhorie (Ort)
Záhorie ist ein Militärgelände im Okres Malacky, Westslowakei. Es umfasst drei Truppenübungsplätze: Záhorie, Kuchyňa und Turecký Vrch. Záhorie ist neben Lešť und Valaškovce eines von drei Militärgebieten in der Slowakei.

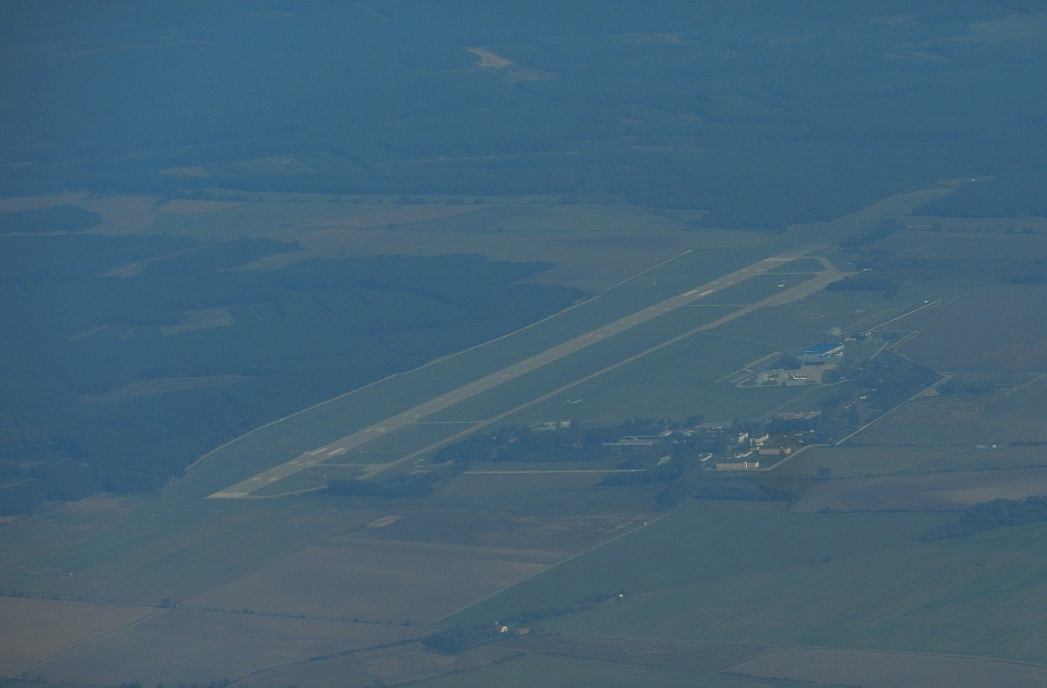
Landebahn des Militärflugplatzes Malacky

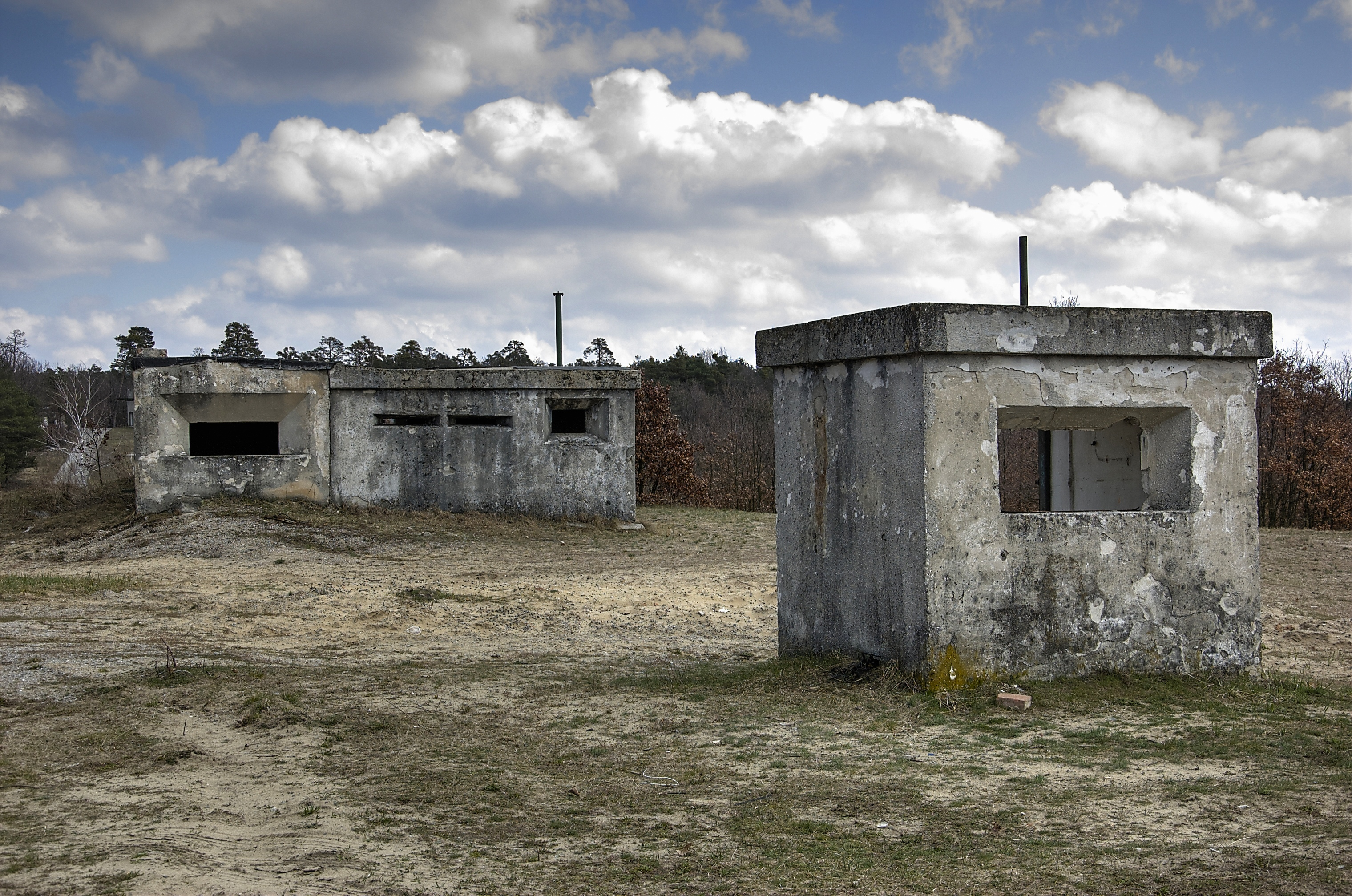
Alte Bunker bei Lakšárska Nová Ves

Das Gebiet liegt in der Landschaft Záhorie, geomorphologisch in der Borská nížina (Truppenübungsplatz Záhorie und Kuchyňa) und in den Kleinen Karpaten (Truppenübungsplatz Turecký Vrch) und umfasst 276,51 km². Der Hauptteil erstreckt sich ungefähr von Lozorno im Süden und Malacky im Westen nach Senica im Nordosten. Die Exklave Turecký Vrch befindet sich südöstlich der Gemeinde Jablonové, die Autobahn D2 bildet einen Teil der Westgrenze des Militärgeländes.
Westlich der Gemeinde Kuchyňa befindet sich der Militärflugplatz Malacky (ICAO-Code: LZMC), mit der 2487 m langen Startbahn 02/20.
Das Militärgelände wurde in den 1920er Jahren auf den großen Landgütern der ungarischen Großgrundbesitzerfamilie Pálffy eingerichtet und war bis 1989 nur wenig zugänglich. Außer der tschechoslowakischen bzw. ab 1993 der slowakischen Armee wurde es auch von den deutschen Truppen während des Zweiten Weltkriegs (siehe auch Deutsch-Slowakisches Schutzzonenstatut) und sowjetischen Truppen während der Zeit des Eisernen Vorhangs genutzt. Seit dem Ende der 1990er Jahre sind Flugzeuge der U.S. Air Force im Militärgelände aktiv.
Weiterhin wird der Übungsplatz Záhorie ein Mal im Jahr, meist in der ersten Augustwoche, für ein großes, Internationales Militärfahrzeug- und Re-enactmenttreffen genutzt.
Nach der Novellierung des Gesetzes 281/1997 über Militärgebiete mit Geltung ab dem 1. Juli 2012 wurden bisherige Gebietssperren gemildert und seither kann die Öffentlichkeit mit einigen Beschränkungen das Militärgebiet ohne Genehmigung des Verteidigungsministeriums besuchen. Wenn Truppenübungen stattfinden, gelten temporäre Eintrittsverbote, weiter sind der ganze Truppenübungsplatz Turecký Vrch sowie einige Flächen auf dem übrigen Militärgebiet dauerhaft gesperrt. Genaue Karten, Regeln sowie Zeiten können auf Seiten des slowakischen Verteidigungsministeriums abgerufen werden.

## Bevölkerung
| Jahr                | 1994 | 2004     | 2014     | 2024     |
| ------------------- | ---- | -------- | -------- | -------- |
| Anzahl der Personen | 516  | 288      | 162      | 124      |
| Unterschied         |      | −44,18 % | −43,75 % | −23,45 % |

| Jahr                | 2023 | 2024    |
| ------------------- | ---- | ------- |
| Anzahl der Personen | 129  | 124     |
| Unterschied         |      | −3,87 % |